# Blue Mountains (Jamaica)
Blue Mountains är en bergskedja i Jamaica. Den ligger i den östra delen av landet, tillika ön Jamaica, 20 km nordost om huvudstaden Kingston.
Blue Mountains sträcker sig 19,0 km i sydostlig-nordvästlig riktning. Den högsta toppen är Blue Mountain Peak, 2 256 meter över havet.
Topografiskt ingår följande toppar i Blue Mountains:
- Blue Mountain Peak
- Candle Fly Peak
- East Peak
- High Hill
- High Peak
- John Crow Peak
- Middle Peak
- Queensbury Ridge
- Silver Hill Peak
- Sir Johns Peak
- Stoddards Peak
- Sugar Loaf Peak